# کمی شانس
کمی شانس (انگلیسی: Some Luck) نام رمانی نوشته جین اسمایلی است که در سال ۲۰۱۴ منتشر شد. این رمان نخستین رمان از سه‌گانه‌ای با موضوع ساکنان مزرعه آیووا و فرزندان آن‌ها است.